# Comic Gum
Comic Gum (コミックガム) est un magazine de prépublication de mangas mensuel de type seinen publié par Wani Books entre 1996 et 2015.